# フォレスターハウス
フォレスターハウスは、愛媛県新居浜市別子山中七番の愛媛県道47号新居浜別子山線沿いに位置し、森林を学ぶことができる施設である。住友林業が管理・運営する。
住友の森は対象面積1890ヘクタールで、4つのゾーンからなる。ここではそのうち「記念広場・フォレスターハウス周辺 10ヘクタール」を紹介する。自然に接するための遊歩道が整備されていて、入館料は不要。

## 概要
住友家別子支配人の伊庭貞剛が実施した大造林計画100周年を記念して、1993年にフォレスターハウスと記念広場がこの地に開設された。ここは、別子銅山事業を支える銅山備林のため、1882年（明治15年）に苗木栽培所が設立されたところであり、住友の植林事業の始まりである。
館内では、植林の歴史、実験林データー等を公開・展示している。館外では、キレンゲショウマ、カタクリ、アヤメ、シャクナゲの花園や、ヒノキ、スギ、シラカバの林があり森林浴ができる。
なお、あと3つのゾーンは「中七番エリア 1467ha」、「筏津エリア 99ha」、「旧別子メモリアルゾーン 314ha」である。

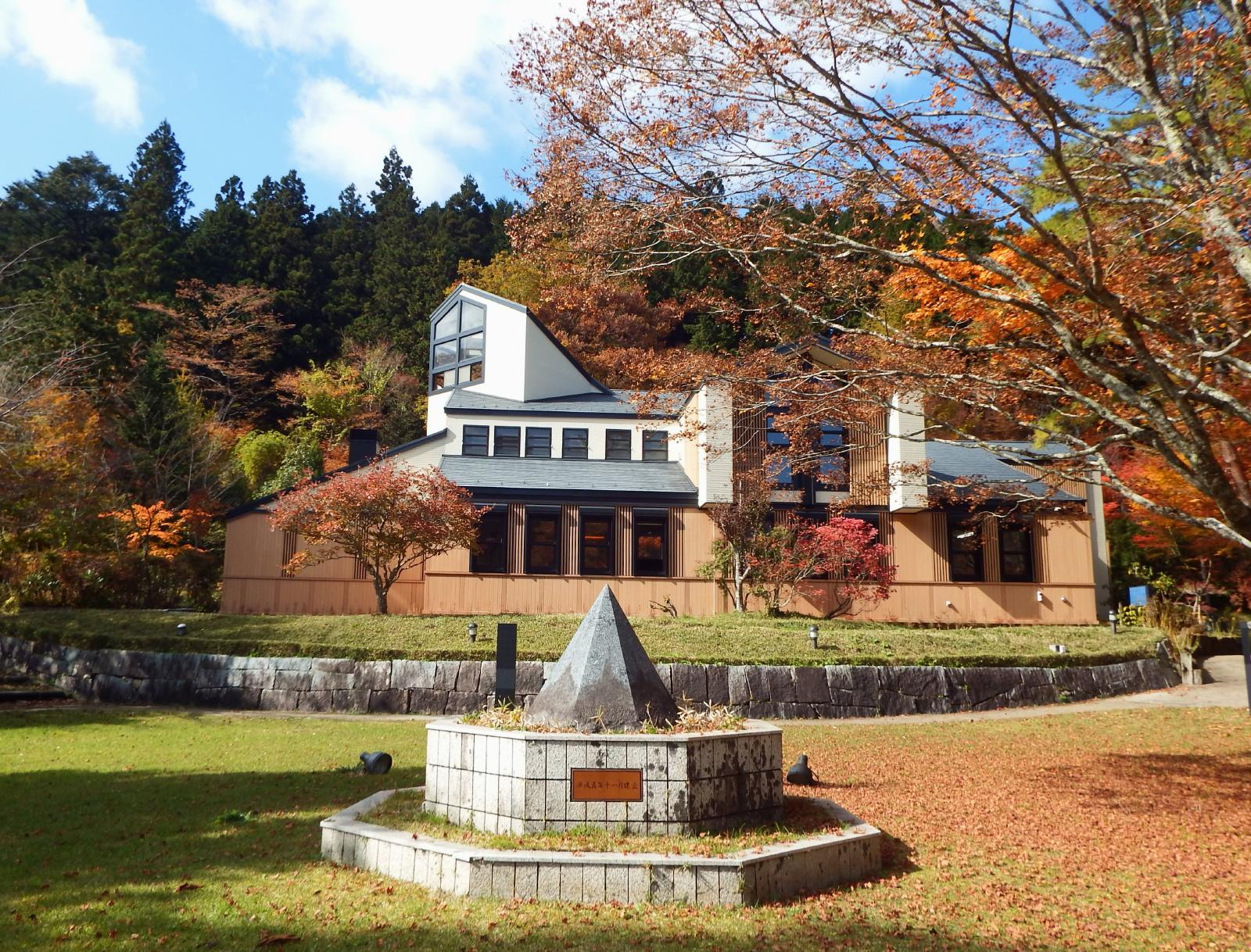
記念広場
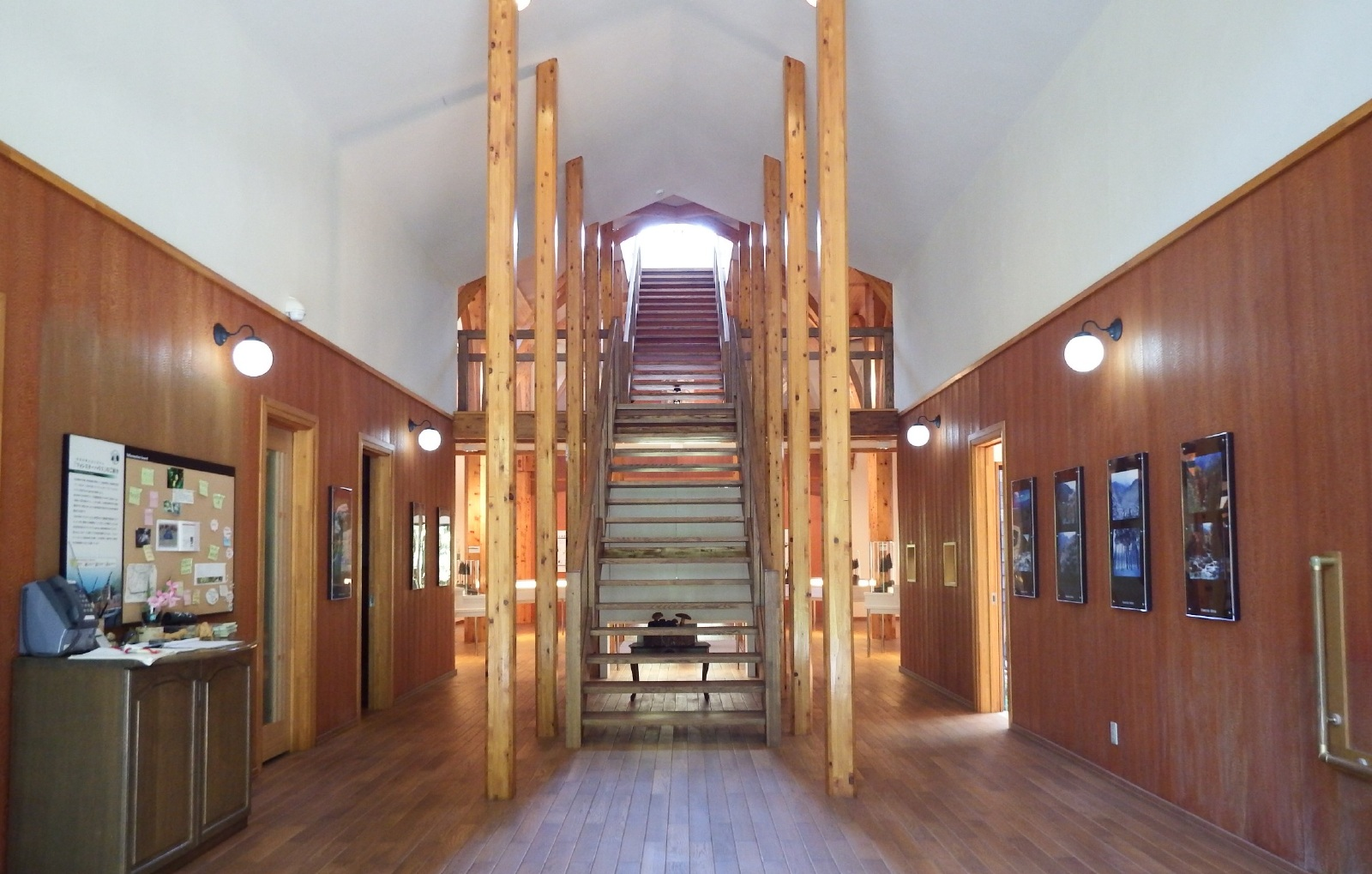
玄関より
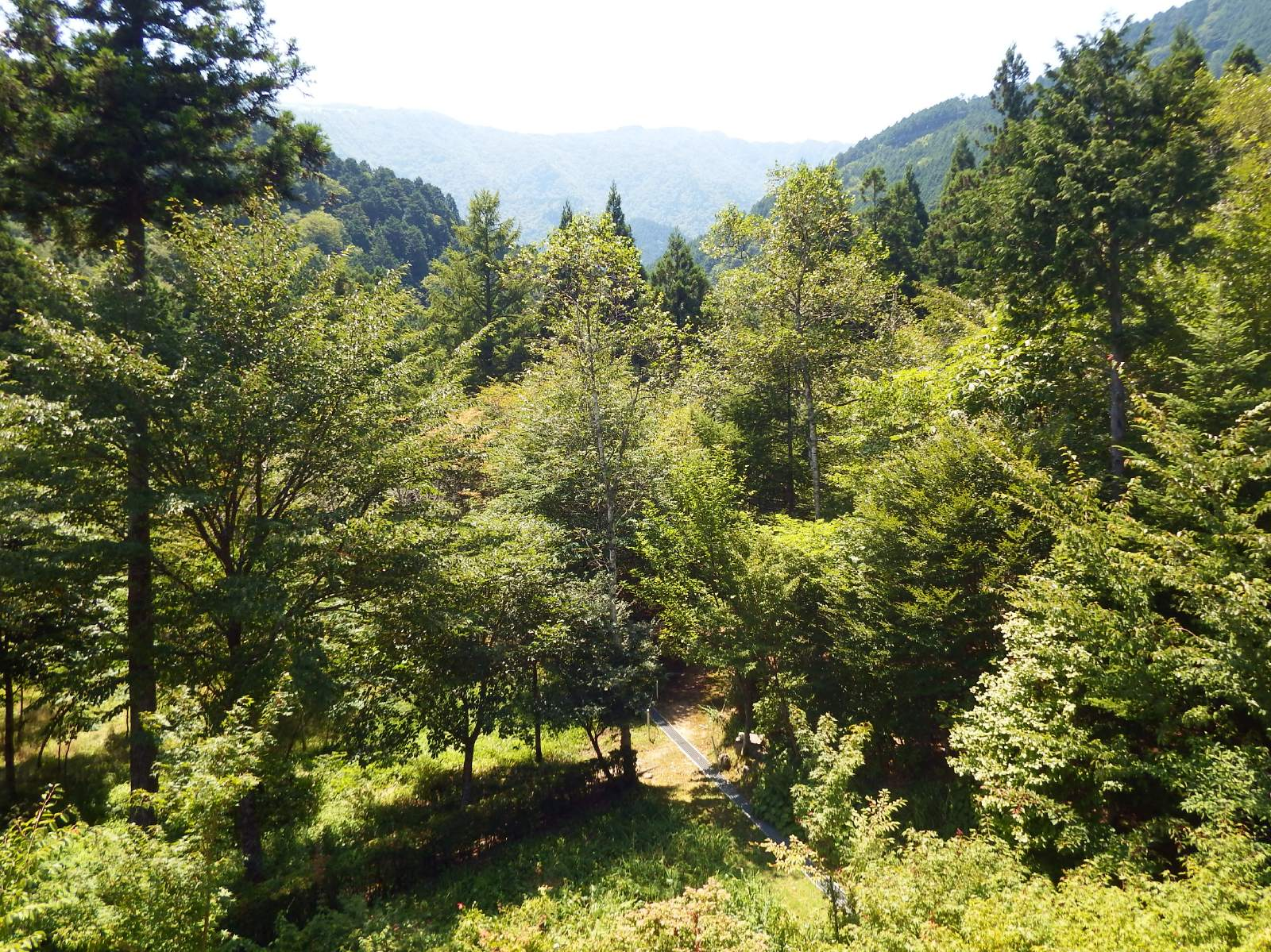
最上階より夏
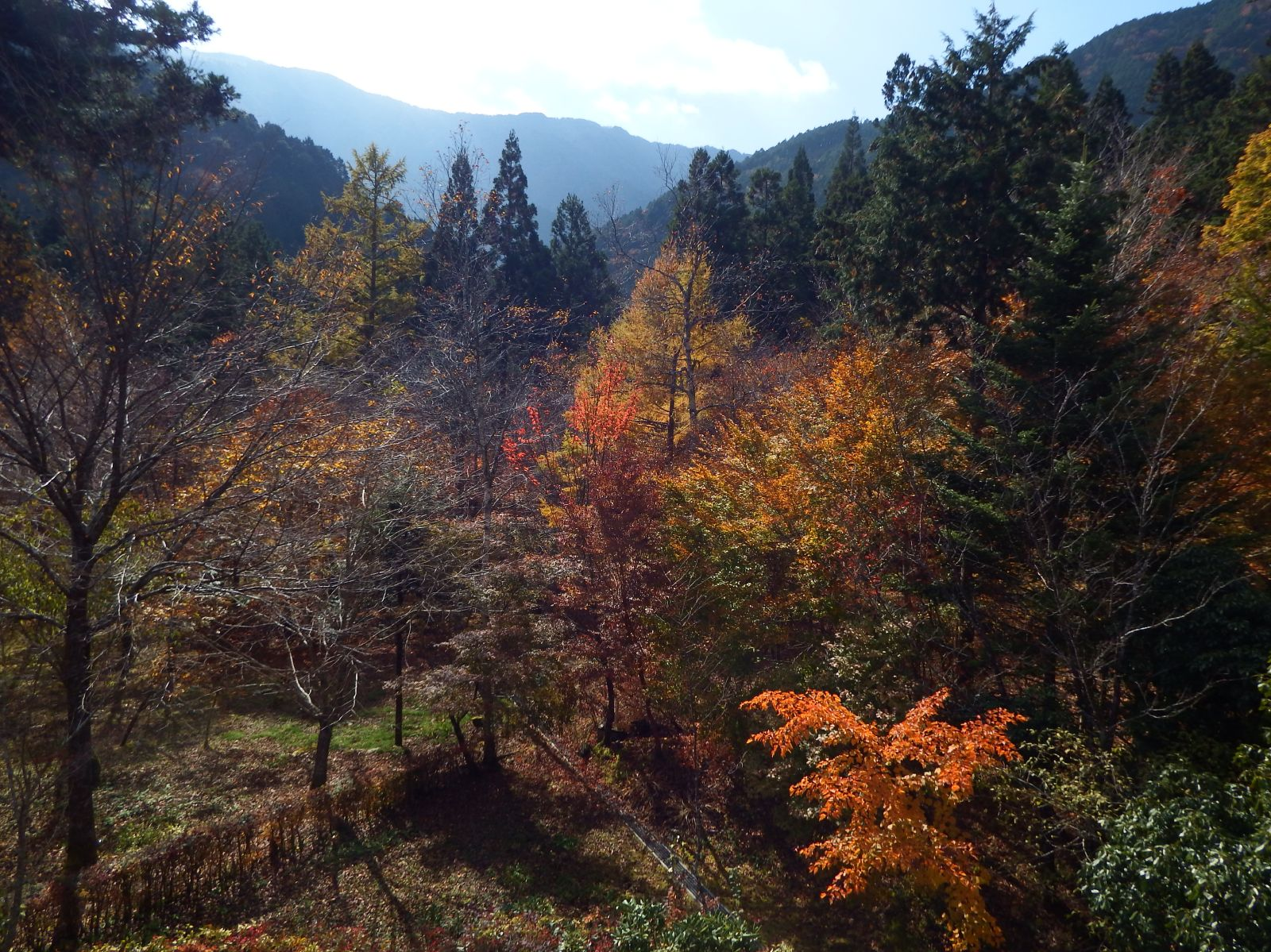
最上階より秋
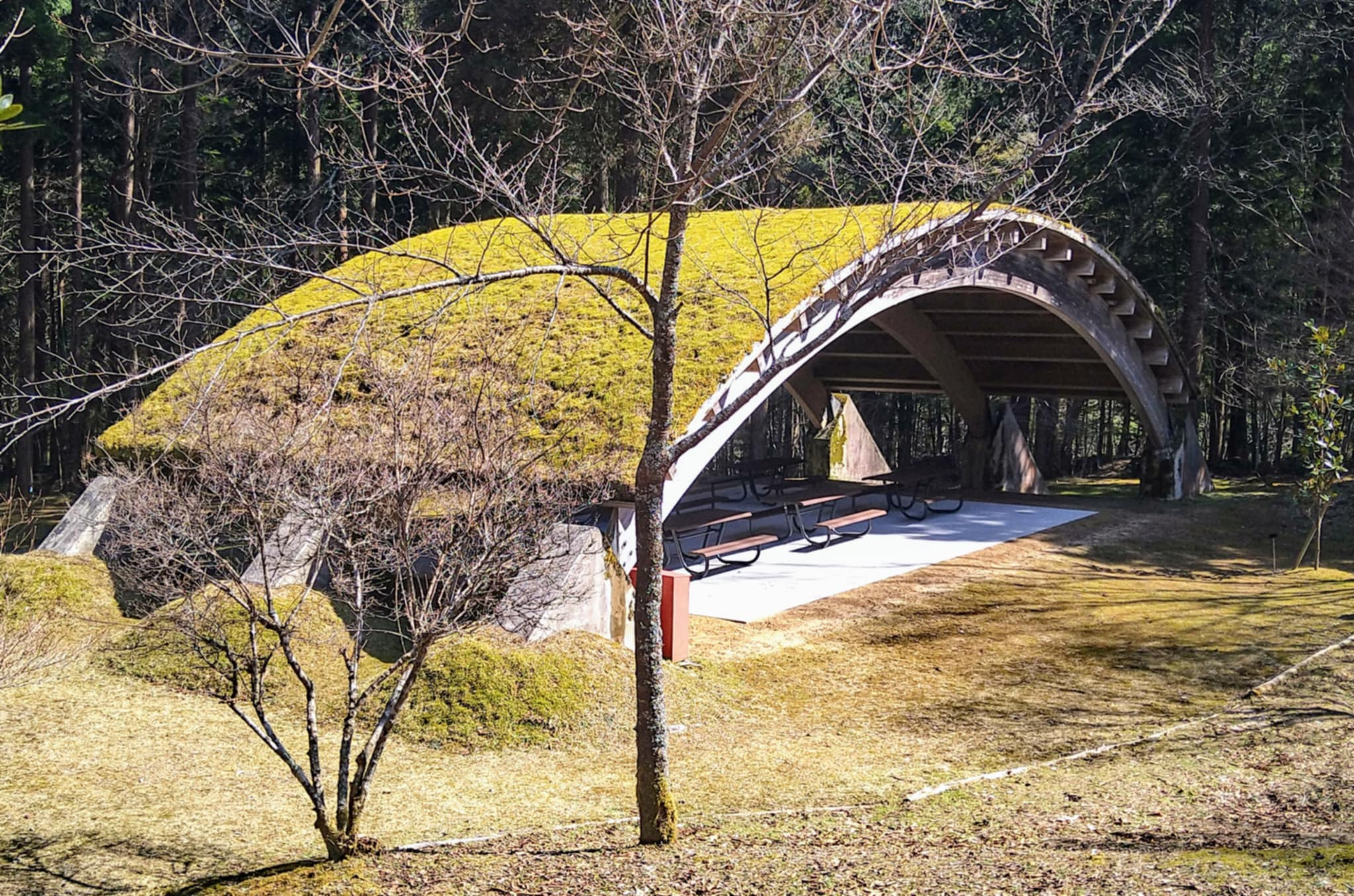
木のアーチ広場
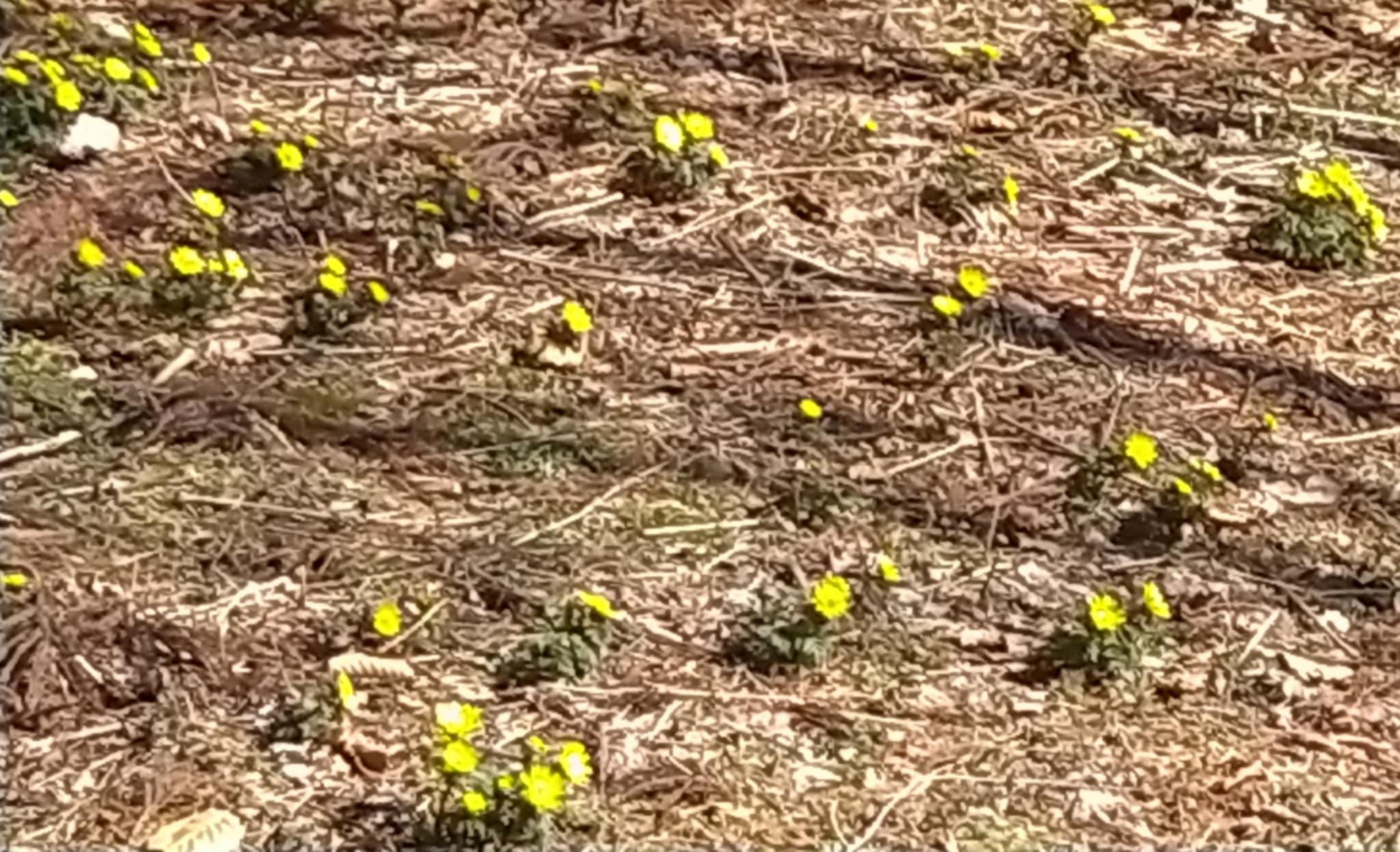
福寿草（3月下旬
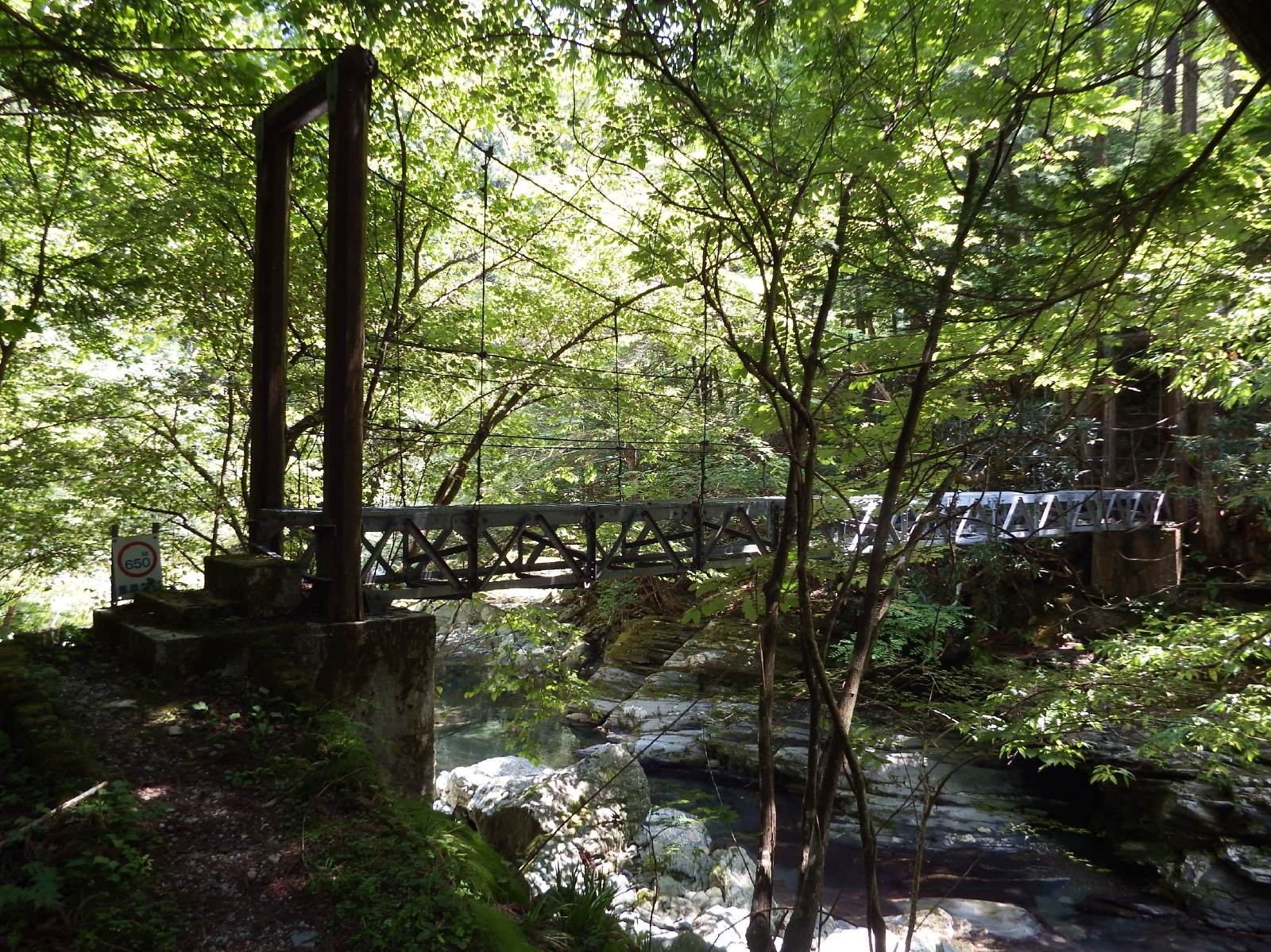
平家谷
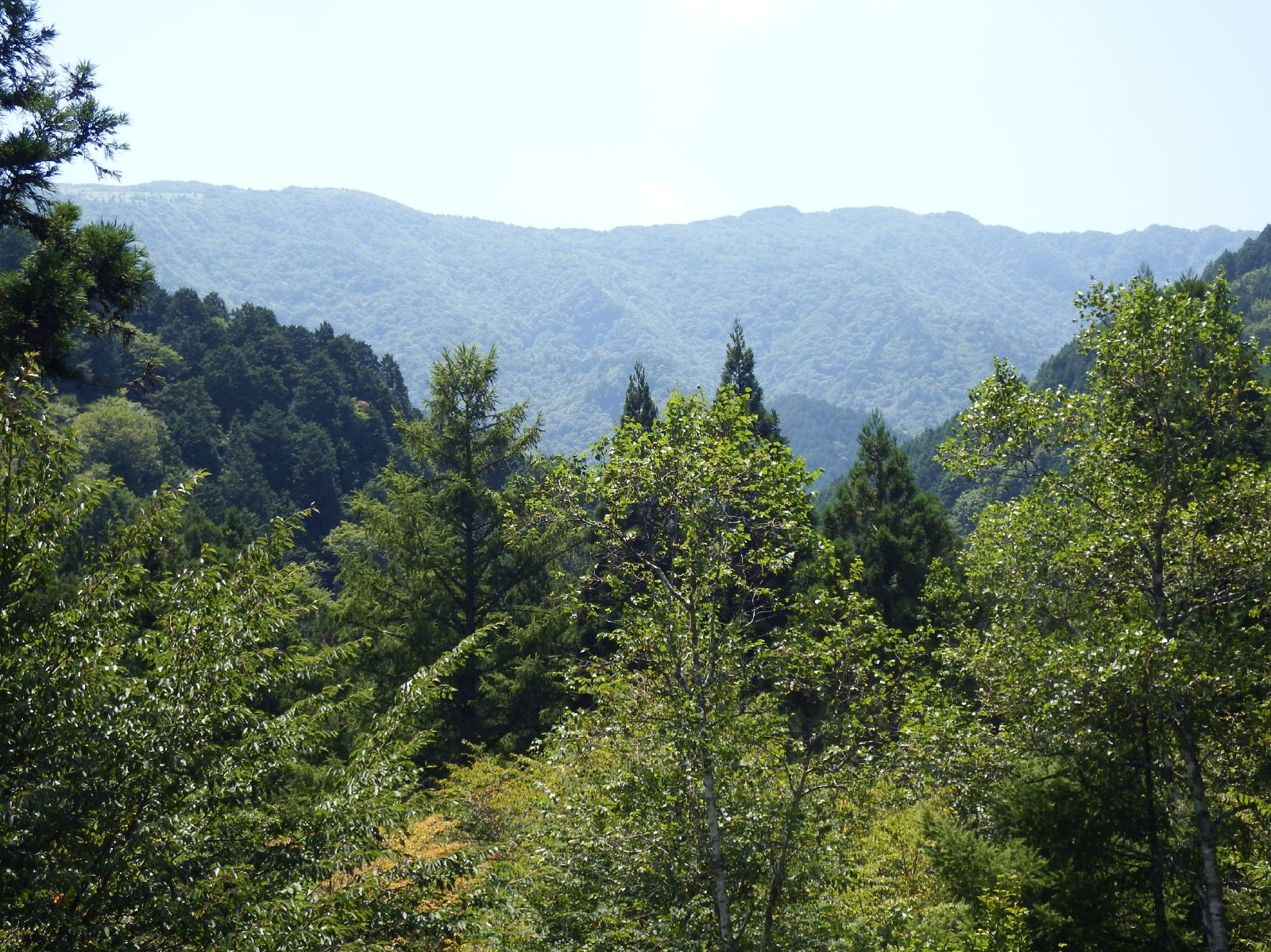
平家平
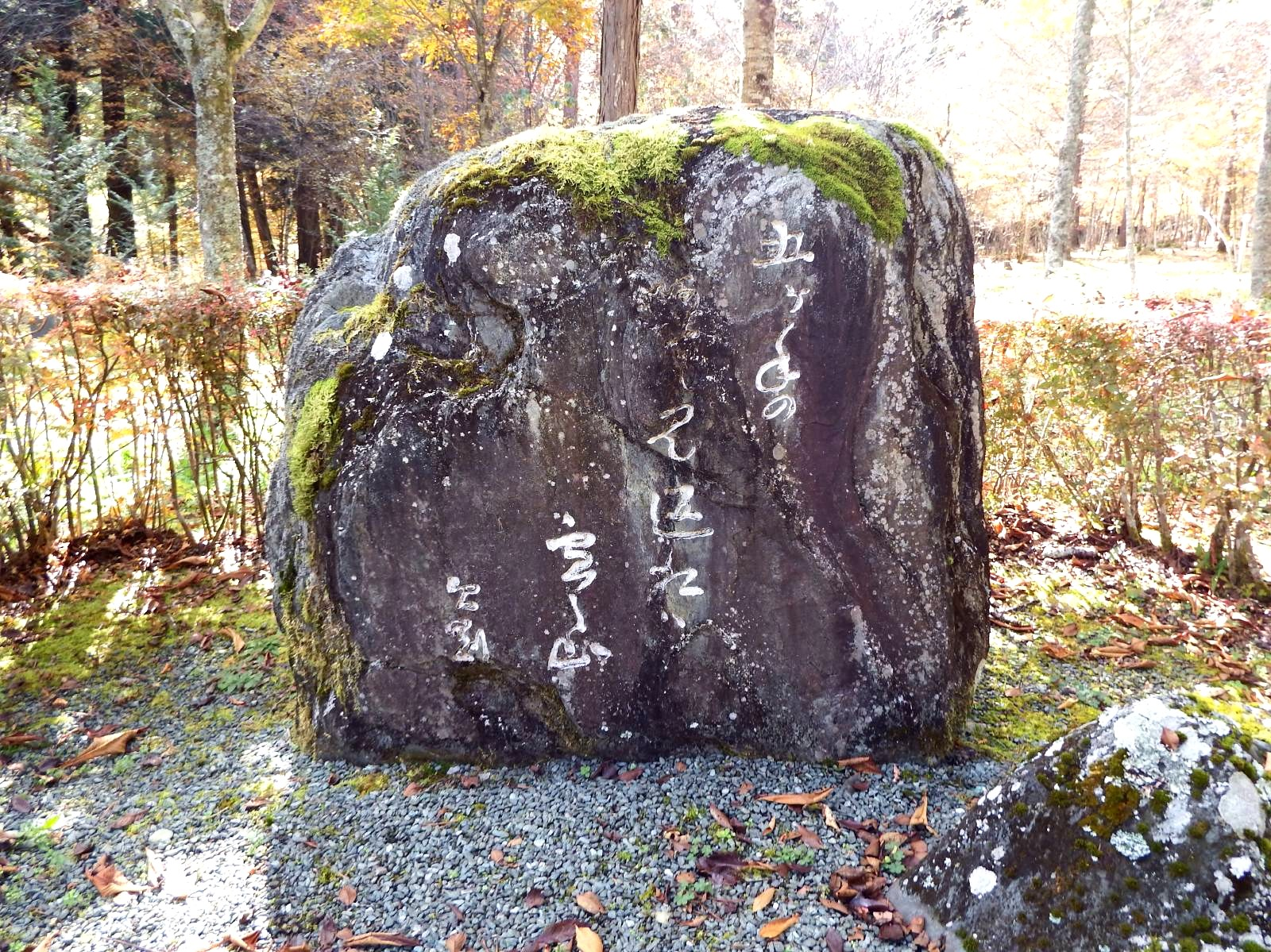
伊庭貞剛の句碑

句碑歌碑：住友吉左衛門友成「移し植ゑし落葉松ここに黄葉して か久美はしき樹林と成りぬ」が玄関ロータリー脇に、合田一系「此処に見る平家平や時鳥」が記念広場の東に、伊庭貞剛「五ヶ年の跡見返れば雪の山」が記念広場の南に。

## 利用について
開館日：水曜日から日曜日、10時から16時、12月から2月は冬期休館。
JR新居浜駅・新居浜ICより約25km（車で約1時間）